# Mitterndorf an der Fischa
Mitterndorf an der Fischa ist eine Gemeinde im Bezirk Baden in Niederösterreich mit 3125 Einwohnern (Stand 1. Jänner 2025).

## Geografie
Der Ort Mitterndorf an der Fischa ist mit der Mitterndorfsiedlung, die zu Moosbrunn gehört, zusammengewachsen, so dass die Gemeindegrenze durch das gemeinsame Siedlungsgebiet verläuft. Auch ein Ortsteil der Gemeinde Gramatneusiedl, die schon zum Bezirk Bruck an der Leitha gehört, gehört zum gemeinsamen Siedlungsgebiet und heißt ebenfalls Mitterndorf an der Fischa. Andererseits schließt die Siedlung Neumitterndorf, die zur Gemeinde Mitterndorf an der Fischa gehört, direkt an das Siedlungsgebiet des Orts Gramatneusiedl an.
Die Gemeinde Mitterndorf an der Fischa liegt im Bezirk Baden, im Südosten Niederösterreichs, etwa 20 Kilometer südöstlich der Wiener Stadtgrenze.
Mitterndorf an der Fischa hat eine Gemeindefläche von rund 10,77 km², davon 4,27 % Waldfläche. Durch den Ort fließt – wie der Name des Ortes schon sagt – der Fluss Fischa.
Der Ort liegt in der Mitterndorfer Senke, ein an einem sehr jungen (eiszeitlichen) Bruchsystem bis 150 m tief eingesenkter Sand-Schottertrog im Wiener Becken, der in Südwest-Nordost-Richtung vom Raum Neunkirchen über Wiener Neustadt, Ebreichsdorf, Mitterndorf bis Fischamend verläuft und einen bedeutenden Grundwasserspeicher darstellt.

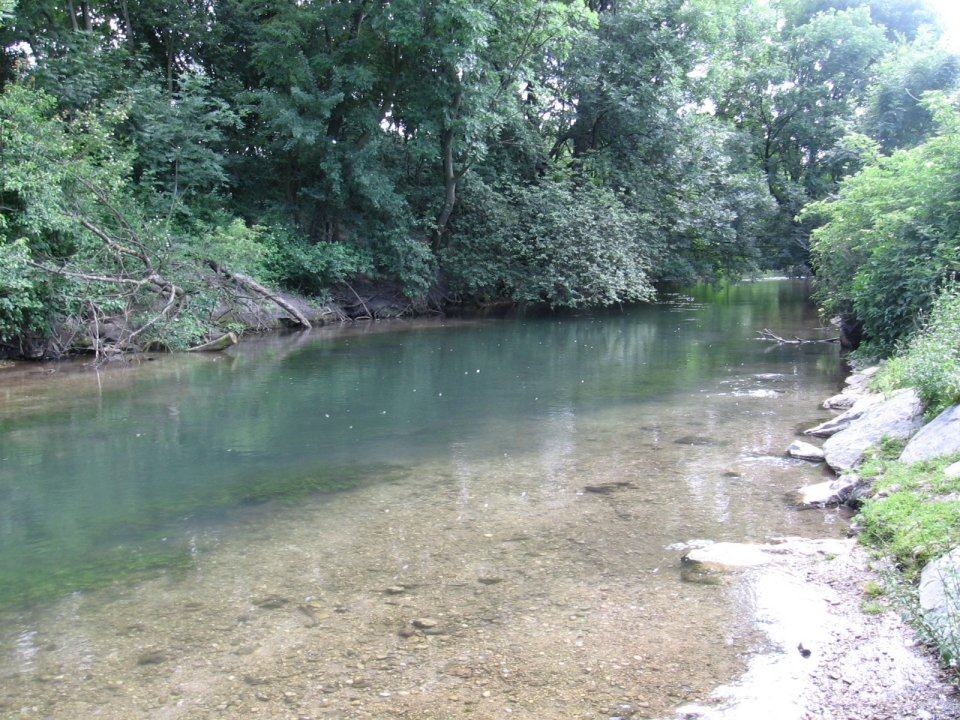
Die Fischa
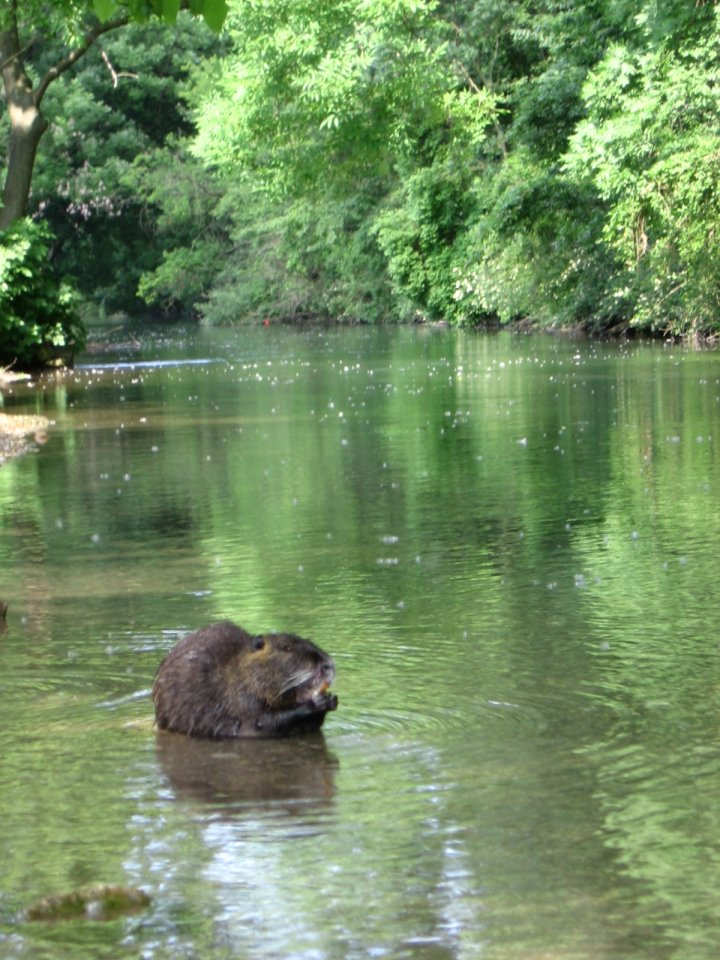
Ein Nutria in der Fischa

### Gemeindegliederung
Einzige Katastralgemeinde und Ortschaft ist Mitterndorf an der Fischa.

Weitere Orte sind die Siedlung Neumitterndorf im Norden, die schon an Gramatneusiedl sowie an Neu-Reisenberg (Gemeinde Reisenberg) grenzt, sowie die Einzelsiedlung Hums als Gutshof im Nordosten.
| Katastralgemeinden      | Ortschaften in der Gemeinde                         |
| ----------------------- | --------------------------------------------------- |
| Mitterndorf (10,77 km²) | Mitterndorf an der Fischa (D) Neumitterndorf (Sdlg) |
| Legende                 |                                                     |

| In der Spalte Katastralgemeinden sind sämtliche Katastralgemeinden einer Gemeinde angeführt. In der Klammer ist die jeweilige Fläche in km² angegeben. |
| In der Spalte Ortschaften sind sämtliche von der Statistik Austria erfassten Siedlungen, die auch eine eigene Ortschaftskennziffer aufweisen, angeführt. In der Hierarchieebene derselben Spalte, rechts eingerückt, werden nur Ansiedlungen, die mindestens aus mehreren Häusern bestehen, dargestellt. Die wichtigsten der verwendeten Abkürzungen sind: - M = Hauptort der Gemeinde - Stt = Stadtteil - R = Rotte - W = Weiler - D = Dorf - ZH = Zerstreute Häuser - Sdlg = Siedlung - Hgr = Häusergruppe - E = Einzelgehöft (nur wenn sie eine eigene Ortschaftskennziffer haben) Die komplette Liste der Statistik Austria ist in: Topographische Siedlungskennzeichnung nach STAT Zu beachten ist, dass manche Orte unterschiedliche Schreibweisen haben können. So können sich Katastralgemeinden anders schreiben als gleichnamige Ortschaften bzw. Gemeinden. Quelle: Statistik Austria – |

### Nachbargemeinden
| Moosbrunn (Bez. Bruck an der Leitha) | Gramatneusiedl (Bez. Bruck an der Leitha)   |                         |
|                                      | Kompassrose, die auf Nachbargemeinden zeigt | Reisenberg (Bez. Baden) |
| Ebreichsdorf (Bez. Baden)            |                                             |                         |

### Hauptort Mitterndorf an der Fischa mit Mitterndorfsiedlung
Der Hauptort der Gemeinde, das Dorf Mitterndorf an der Fischa, liegt an der Gemeindegrenze. Die Ortsteile im Nordwesten gehören – ebenfalls als Dorf klassifiziert – zur Gemeinde Gramatneusiedl. Die im Westen liegende Mitterndorfsiedlung liegt auf dem Gemeindegebiet von Moosbrunn. Mitterndorf ist damit einer der wenigen Orte in Österreich, die in drei Gemeinden liegen, und verteilt sich noch dazu auf zwei politische Bezirke. Dadurch fällt die Ansiedlung in Rechtsangelegenheiten auch in zwei Gerichtsbezirke, den Baden für Mitterndorf und den Schwechat für die anderen beiden Gemeinden.
Der Hauptteil des Orts liegt rechts (östlich) der Fischa, jedoch gehören auch noch einige Häuser linksufrig zu Mitterndorfer Gemeindegebiet. Die Gemeindegrenzen verlaufen so durch den Ort, dass selbst Straßen geteilt sind (Lagerstraße Mitterndorf und Gramatneusiedl, Brunngasse Gramatneusiedl und Moosbrunn – erstere liegen also sogar in zwei Bezirken).
Insgesamt umfasst der Ort etwa 650 Adressen, davon der Gutteil in der Gemeinde Mitterndorf, um die 70 Objekte in Gramatneusiedler Gebiet, und etwa genauso viele in der Moosbrunner Mitterndorfsiedlung (Stand 2013). Gemeinsame Postleitzahl der ganzen Siedlungseinheit ist 2441 Mitterndorf an der Fischa.
Der Ort wächst die letzten Jahre permanent in alle drei Gemeinden hinein.

## Geschichte

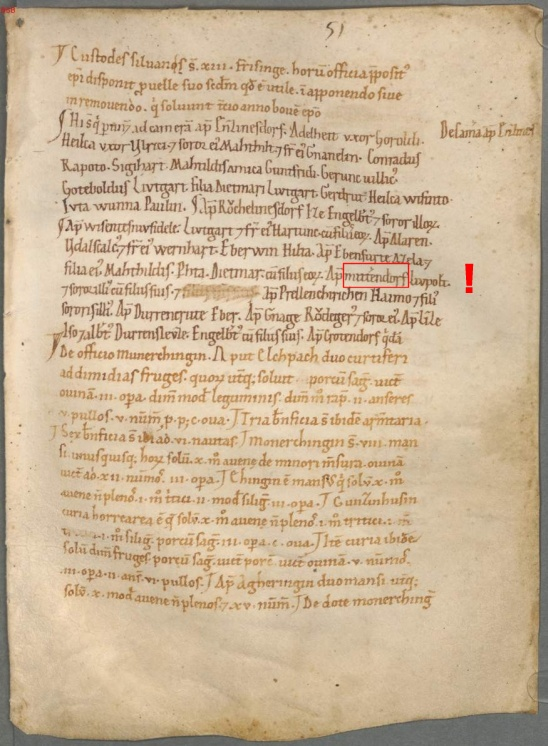
Urbar des Hochstifts Freising (Bayern) aus dem Jahre 1160.

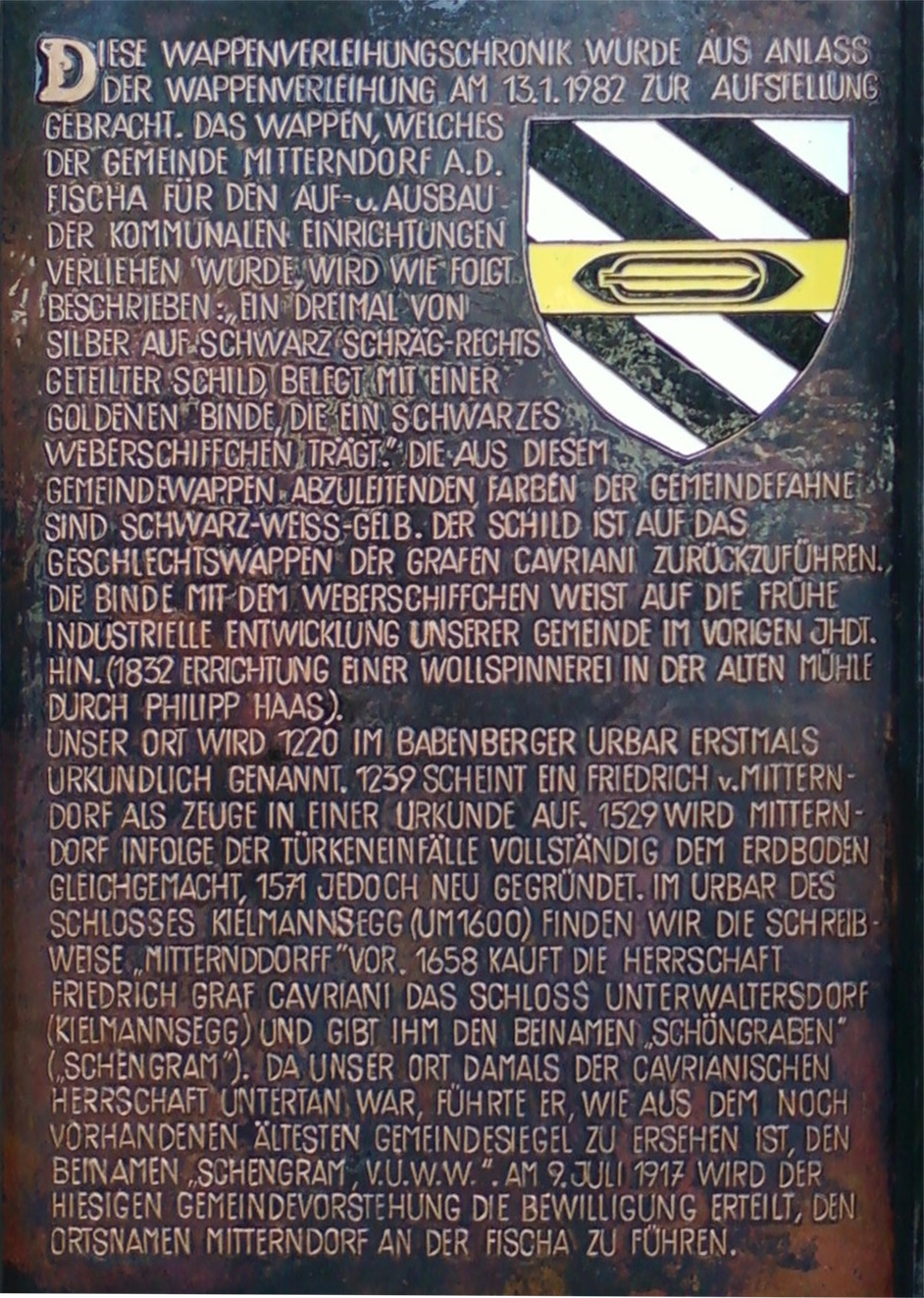
Wappenverleihungschronik aus Anlass der Wappenverleihung am 13. Jänner 1982. Die geschichtliche Darstellung ist hier nicht mehr ganz auf aktuellem Stand der Forschung.

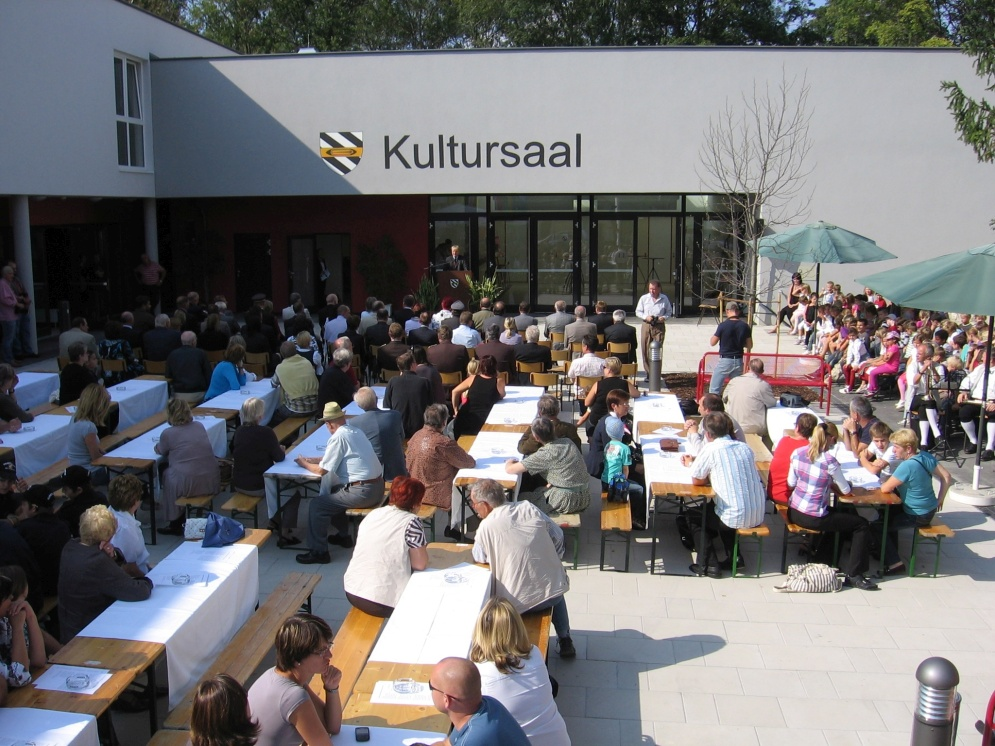
Eröffnung des Gemeindezentrums im Jahre 2011 durch den damaligen Bürgermeister Helmut Hums (SPÖ).

Mitterndorf an der Fischa wurde im Jahre 1160 als „mittendorf“ erstmals urkundlich erwähnt, wo ein gewisser Luitpold als Grundherr genannt wird. Die Gründung dieser Siedlung geht vermutlich auf die Babenberger zurück. In den folgenden Jahrhunderten ist Mitterndorf abwechselnd verödet, ausgestorben oder verwüstet worden. Die Besitzer der Herrschaft wechselten anfangs häufig.
Der Topograph Franz Schweickhardt vermutete im Jahr 1831, dass der Name dem Ort deshalb gegeben wurde, „weil solcher mitten in einer großen Fläche liegt, und von allen Seiten von Dörfern, so zu sagen, eingeschlossen ist.“
1325 wurde von den Herrschaftsinhabern eine Kapelle gestiftet, zuerst als Filialkirche der Pfarre Unterwaltersdorf, ab 1407 als eigene Pfarrkirche. 1505 wurde Mitterndorf samt Pfarre wieder in die Herrschaft Unterwaltersdorf eingegliedert.
Von 1613 bis zur Aufhebung der Grundherrschaft 1848 war Mitterndorf in Besitz des Adelsgeschlechts der Cavriani. Benannt nach dem Schloss der Familie Cavriani in Unterwaltersdorf bekommt Mitterndorf den Beinamen „Schöngrabern“, um die herrschaftliche Zugehörigkeit Mitterndorfs zu dokumentieren. Das schwarz-silberne Familienwappen der Cavriani bildet heute noch den Hintergrund des Wappens von Mitterndorf.
1773 wird Mitterndorf wieder eine eigenständige Pfarre. Die der Hl. Katharina geweihte Kirche wird grundlegend erneuert und bekommt ihr heutiges Aussehen. In der ersten Hälfte des 19. Jahrhunderts begann die Industrialisierung des Ortes mit der Errichtung einer Damast-Weberei an der Fischa. In den 1990er Jahren werden die letzten Fabriken endgültig geschlossen. 1871 wird die Bahnlinie von Gramatneusiedl nach Wiener Neustadt und der auf der Strecke liegende Bahnhof Mitterndorf-Moosbrunn als Teil der Pottendorfer Linie eröffnet.
Im Ersten Weltkrieg werden in Mitterndorf in einer stillgelegten Fabrik Kriegsflüchtlinge untergebracht. In den folgenden Monaten wird ein Barackenlager errichtet, in dem vorübergehend bis zu 13.000 Menschen – vorwiegend aus dem italienischsprachigen Welschtirol (Trentino) – untergebracht werden. 1919 wird das Barackenlager wieder aufgelassen.
1917 bekommt der Ort den offiziellen Namen „Mitterndorf an der Fischa“. 1938 wird die Stadt Wien unter dem Namen „Groß-Wien“ bis an die Gemeindegrenze von Mitterndorf vergrößert. Die Nachbargemeinden Moosbrunn und Gramatneusiedl sind bis 1945 Teile des neu gegründeten 23. Bezirk von Wien. Ende der 1930er Jahre entsteht der Ortsteil Neu-Mitterndorf. 1943 stoßen bei einem Übungsflug zwei Doppeldecker über Mitterndorf zusammen und stürzen auf die Trafik. Es gibt mehrere Tote.
1982 wird Mitterndorf an der Fischa ein eigenes Wappen verliehen: „Ein dreimal von Silber auf Schwarz schrägrechts geteilter Schild, belegt mit einer goldenen Binde, die ein schwarzes Weberschiffchen trägt.“ 1998 entsteht auf dem Gelände des ehemaligen Friedhofs des Barackenlagers eine Gedenkstätte.
2011 wird das Gemeindezentrum direkt neben der Kirche – bestehend aus Gemeindeamt, Kultursaal, Arztpraxis und Café Trentino – errichtet. Der in den letzten Jahren in nordöstlicher und südwestlicher Richtung deutlich erweiterte Ort hat mit Stand 2019 rund 2700 Einwohner.

### Einwohnerentwicklung
| Mitterndorf an der Fischa: Einwohnerzahlen von 1869 bis 2025 | Mitterndorf an der Fischa: Einwohnerzahlen von 1869 bis 2025 | Mitterndorf an der Fischa: Einwohnerzahlen von 1869 bis 2025 | Mitterndorf an der Fischa: Einwohnerzahlen von 1869 bis 2025 | Mitterndorf an der Fischa: Einwohnerzahlen von 1869 bis 2025 |
| ------------------------------------------------------------ | ------------------------------------------------------------ | ------------------------------------------------------------ | ------------------------------------------------------------ | ------------------------------------------------------------ |
| Jahr                                                         |                                                              |                                                              |                                                              | Einwohner                                                    |
| 1869                                                         | 1869                                                         |                                                              | 279                                                          | 279                                                          |
| 1880                                                         | 1880                                                         |                                                              | 438                                                          | 438                                                          |
| 1890                                                         | 1890                                                         |                                                              | 430                                                          | 430                                                          |
| 1900                                                         | 1900                                                         |                                                              | 354                                                          | 354                                                          |
| 1910                                                         | 1910                                                         |                                                              | 309                                                          | 309                                                          |
| 1923                                                         | 1923                                                         |                                                              | 846                                                          | 846                                                          |
| 1934                                                         | 1934                                                         |                                                              | 708                                                          | 708                                                          |
| 1939                                                         | 1939                                                         |                                                              | 704                                                          | 704                                                          |
| 1951                                                         | 1951                                                         |                                                              | 656                                                          | 656                                                          |
| 1961                                                         | 1961                                                         |                                                              | 778                                                          | 778                                                          |
| 1971                                                         | 1971                                                         |                                                              | 863                                                          | 863                                                          |
| 1981                                                         | 1981                                                         |                                                              | 893                                                          | 893                                                          |
| 1991                                                         | 1991                                                         |                                                              | 1.055                                                        | 1.055                                                        |
| 2001                                                         | 2001                                                         |                                                              | 1.448                                                        | 1.448                                                        |
| 2011                                                         | 2011                                                         |                                                              | 2.138                                                        | 2.138                                                        |
| 2021                                                         | 2021                                                         |                                                              | 3.052                                                        | 3.052                                                        |
| 2025                                                         | 2025                                                         |                                                              | 3.125                                                        | 3.125                                                        |
| Quelle(n): Statistik Austria, Gebietsstand 1.1.2021          |                                                              |                                                              |                                                              |                                                              |

## Kultur und Sehenswürdigkeiten

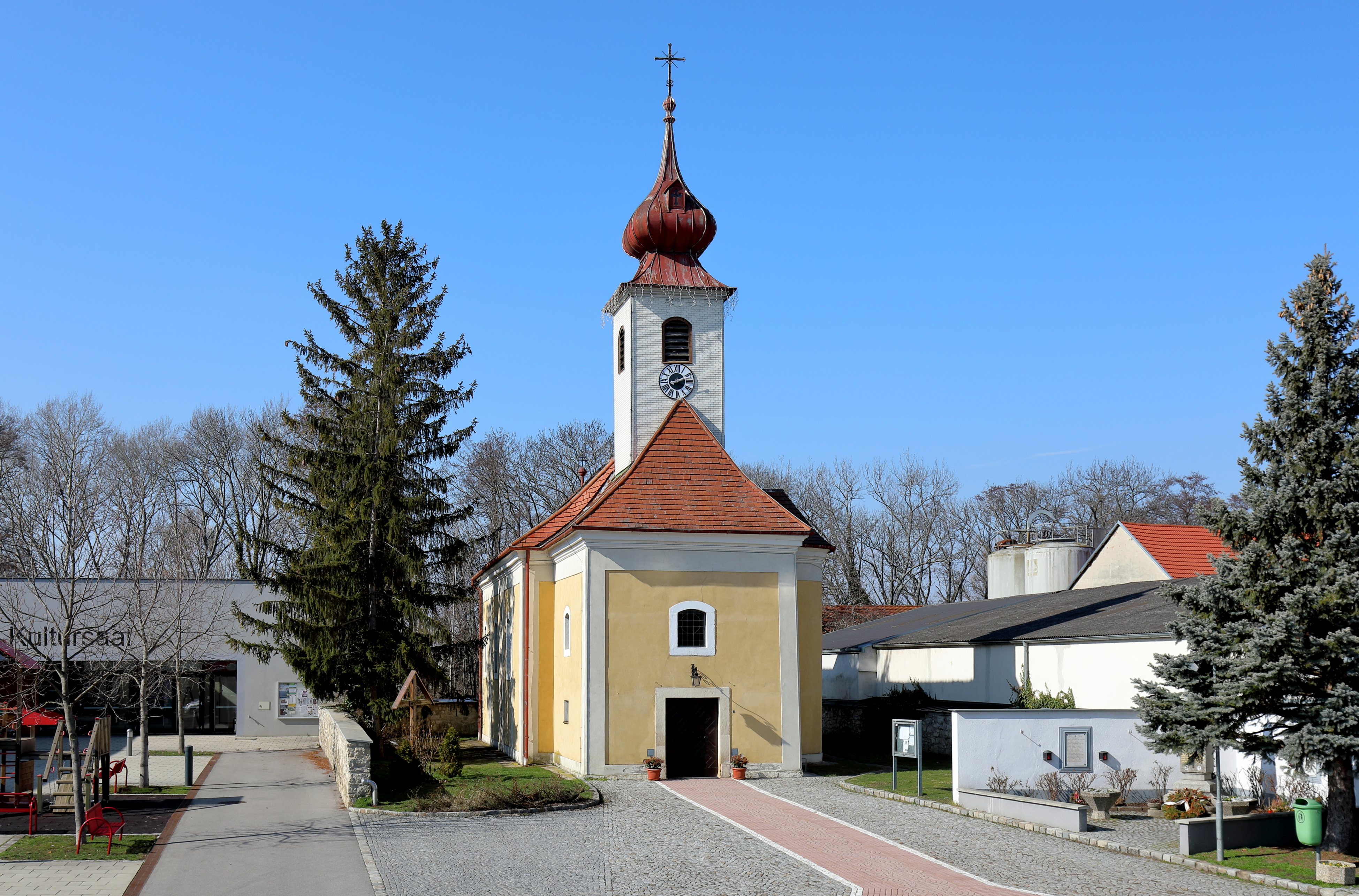
Pfarrkirche Mitterndorf an der Fischa

- Katholische Pfarrkirche Mitterndorf an der Fischa hl. Katharina.
- Automobil- und Motorradmuseum Austria: Das Museum zeigt in fünf Hallen die Geschichte der Motorisierung, von den Anfängen bis in die Gegenwart, anhand von über 200 Fahrzeugen, vom Fahrrad bis zum Stockautobus, u. a. auch das älteste erhaltene Steyr-Automobil und zahlreiche Filmrequisiten. Das Automobilmuseum liegt im zu Gramatneusiedl gehörenden Ortsteil von Mitterndorf an der Fischa.
- Das Lied „Wir steh'n auf (Mitterndorf)“ handelt vom Ort Mitterndorf an der Fischa. Die fünf Strophen erzählen von der Geographie, der alten und jungen Geschichte, der Gegenwart und vom Brauchtum. Der Refrain erzählt von den Menschen in Mitterndorf. Neben der klassischen Lied-Version gibt es auch einen Dance Remix.[5][6]

## Wirtschaft und Infrastruktur

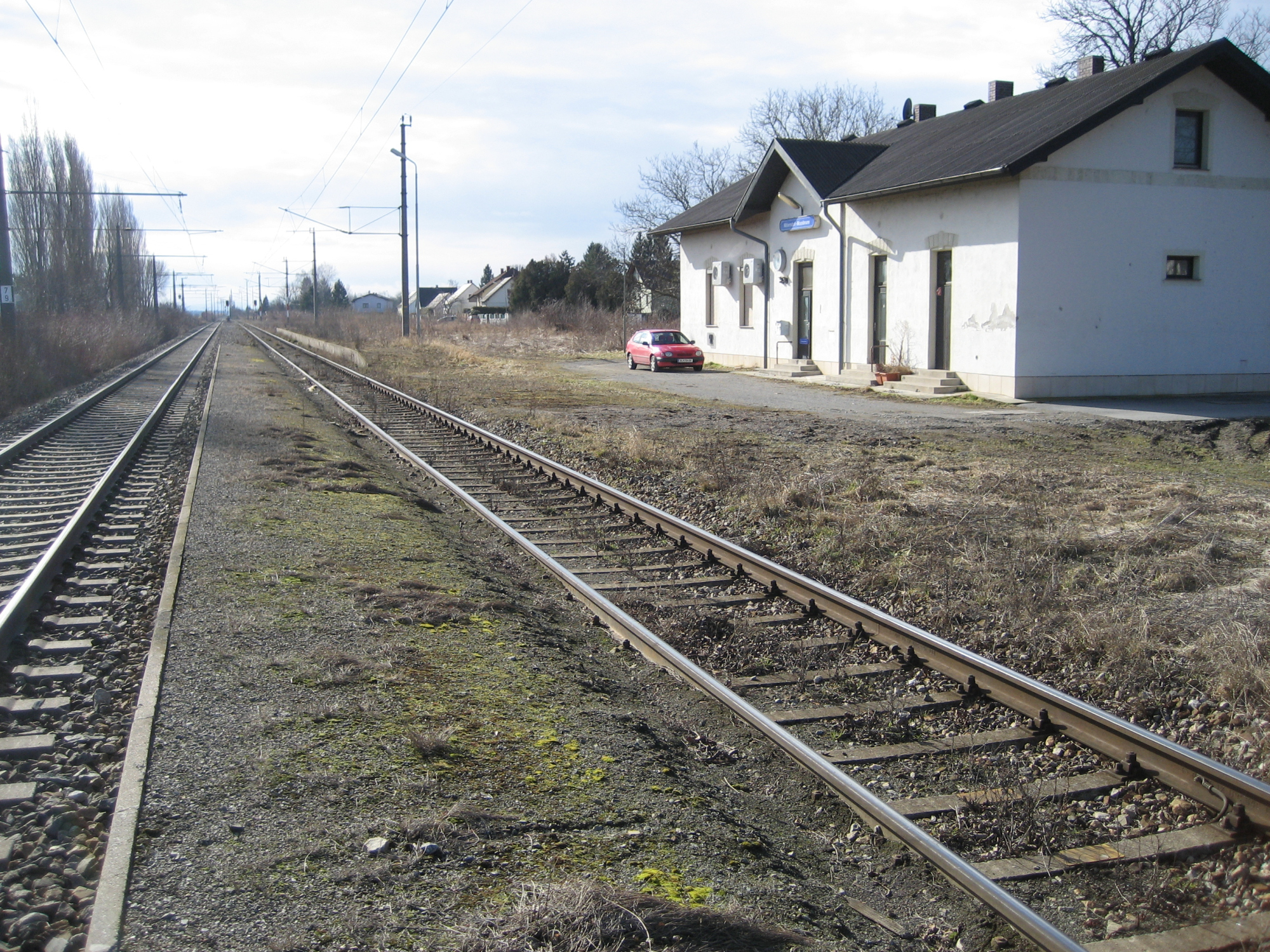
Bahnhof Mitterndorf-Moosbrunn

### Öffentliche Einrichtungen
In Mitterndorf befinden sich zwei Kindergärten und eine Volksschule.

## Politik

### Gemeinderat
- Nach den Gemeinderatswahlen in Niederösterreich 1990 hatte der Gemeinderat folgende Verteilung: 17 SPÖ und 2 ÖVP.
- Nach den Gemeinderatswahlen in Niederösterreich 1995 hatte der Gemeinderat folgende Verteilung: 14 SPÖ, 3 ÖVP und 2 FPÖ.[9]
- Nach den Gemeinderatswahlen in Niederösterreich 2000 hatte der Gemeinderat folgende Verteilung: 15 SPÖ, 3 ÖVP und 1 FPÖ.[10]
- Nach den Gemeinderatswahlen in Niederösterreich 2005 hatte der Gemeinderat folgende Verteilung: 15 SPÖ, 3 ÖVP und 1 FPÖ.[11]
- Nach den Gemeinderatswahlen in Niederösterreich 2010 hatte der Gemeinderat folgende Verteilung: 14 SPÖ, 3 ÖVP und 2 FPÖ.[12]
- Nach den Gemeinderatswahlen in Niederösterreich 2015 hatte der Gemeinderat folgende Verteilung: 13 SPÖ, 3 ÖVP, 3 BL Pro Mitterndorf und 2 FPÖ.[13]
- Nach den Gemeinderatswahlen in Niederösterreich 2020 hatte der Gemeinderat folgende Verteilung: 17 SPÖ, 3 ÖVP und 1 FPÖ.[14]
- Nach den Gemeinderatswahlen in Niederösterreich 2025 hat der Gemeinderat folgende Verteilung: 15 SPÖ, 5 ÖVP und 3 FPÖ.[15]

### Bürgermeister
- 1990–2018 Helmut Hums (SPÖ)[16][17]
- seit 2018 Thomas Jechne (SPÖ)

### Wappen
Blasonierung: „Ein dreimal von Silber auf Schwarz schrägrechts geteilter Schild, belegt mit einer goldenen Binde, die ein schwarzes Weberschiffchen trägt“. Grundlage bildet das Familienwappen der Cavriani, das Weberschiffchen deutet auf die lange industrielle Tradition der Gemeinde hin.

### Gemeindepartnerschaften
- Vallarsa,  Italien. Im Ersten Weltkrieg war ein Teil der Bevölkerung aus der damals zu Österreich-Ungarn gehörenden Trentiner Gemeinde im Flüchtlingslager Mitterndorf untergebracht.

## Persönlichkeiten

### Mit der Gemeinde verbundene Persönlichkeiten
- Franz Hums (1937–2015), Politiker
- Wilhelm Jursitzky (1896–1944), Widerstandskämpfer, hingerichtet am 21. Juni 1944 im Landesgericht Wien
- Vernon Sapergia (* 1946), Westernreiter
- Anton Wimmer (1885–1944), Widerstandskämpfer, hingerichtet am 21. Juni 1944 im Landesgericht Wien

## Bilder

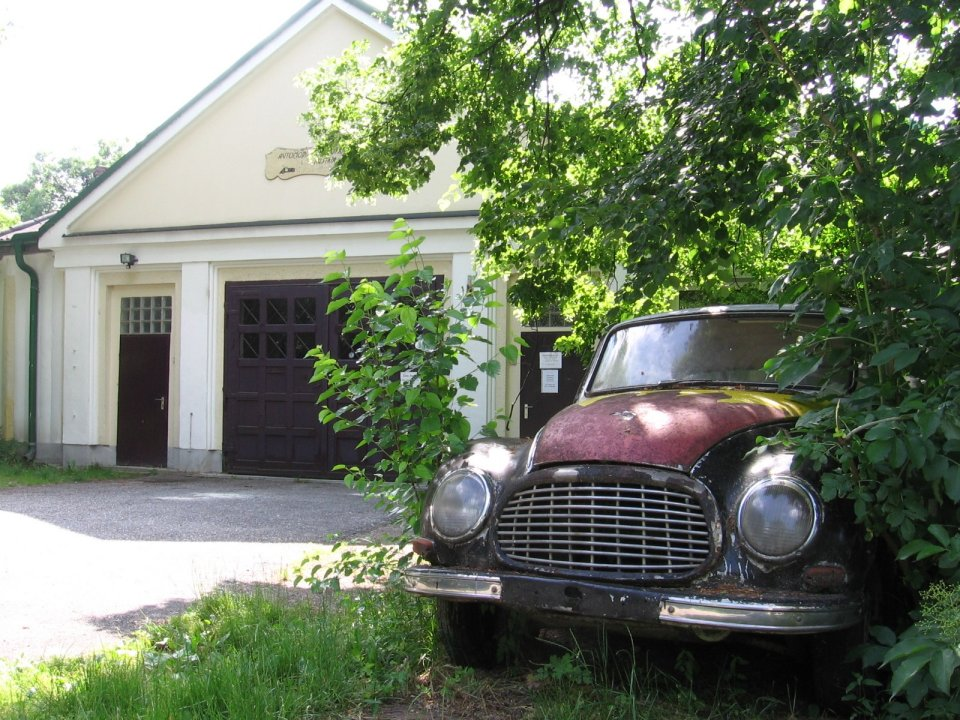
Automobilmuseum
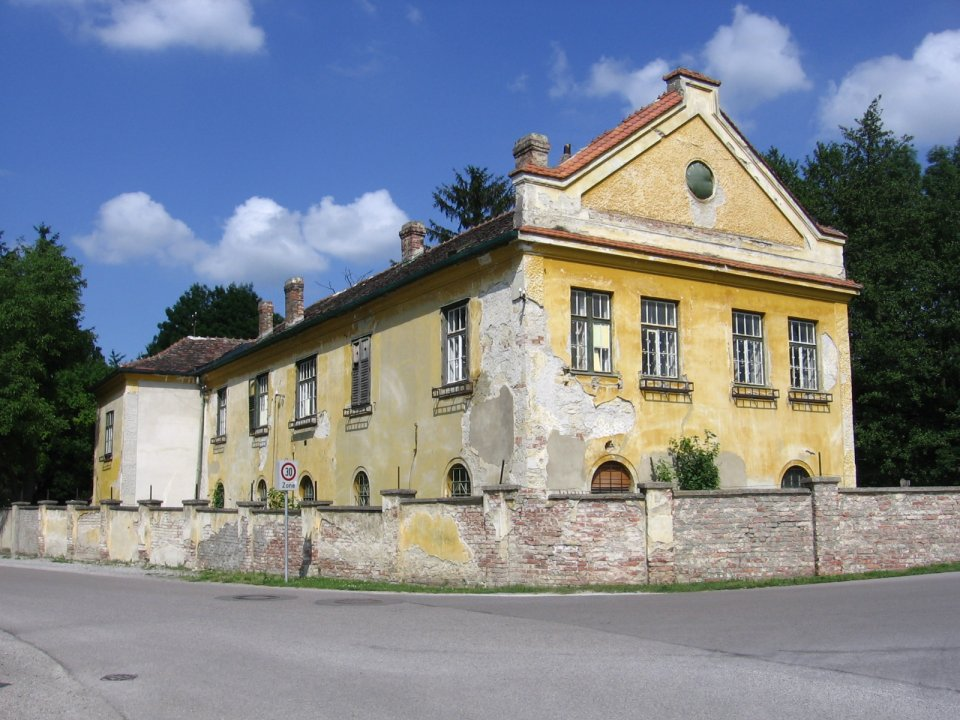
Das Herrenhaus
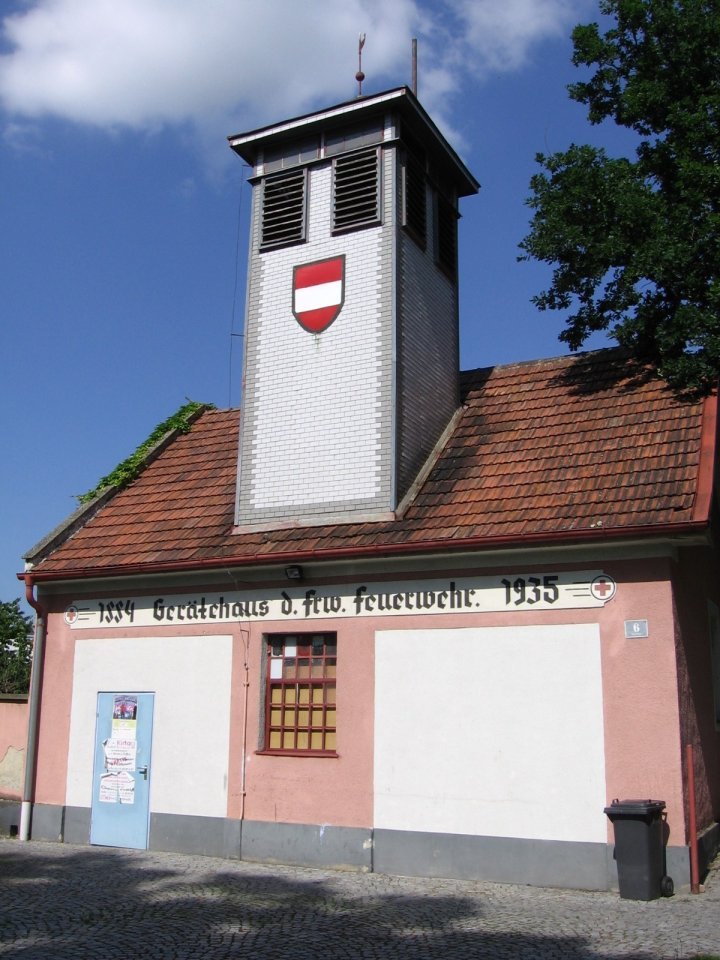
Das alte Feuerwehrhaus (heute Kinderfreunde)
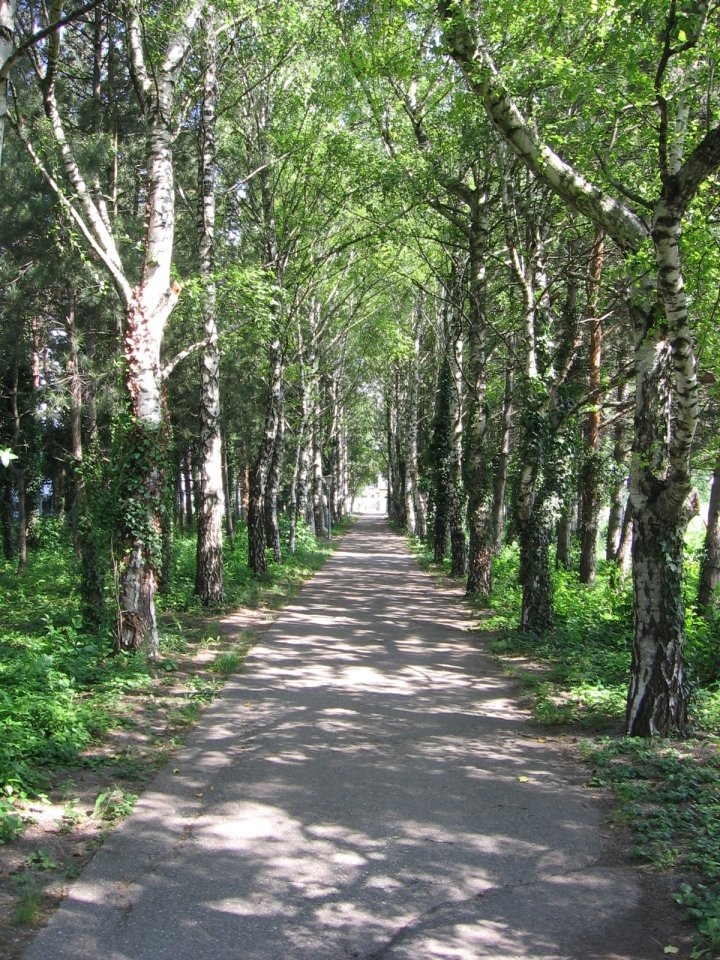
Allee beim Friedhof

## Franzisco-Josephinische Landesaufnahmen

Mitterndorf an der Fischa und seine Umgebung um 1873 (Aufnahmeblätter der Landesaufnahme)
Mitterndorf an der Fischa ist in der Karte ganz links unten abgebildet
Mitterndorf an der Fischa ist in der Karte ganz links oben abgebildet